# Oleh Kyryukhin
Oleh Kyryukhin (en ukrainien : Кирюхін Олег Станіславович) est un boxeur ukrainien né le 25 février 1975 à Mariupol.

## Carrière
Aux Jeux olympiques d'été de 1996, il combat dans la catégorie mi-mouches et remporte la médaille de bronze.

## Référence
1. ↑  (en) Résultats des Jeux olympiques 2000 (amateur-boxing.strefa.pl)